# Epimastidia
Epimastidia is een geslacht van vlinders uit de familie van de Lycaenidae (kleine pages, vuurvlinders en blauwtjes). De wetenschappelijke naam van het geslacht werd voor het eerst gepubliceerd in 1891 door Hamilton Herbert Druce.
De typesoort is Lycaena inops Felder & Felder, 1860.

## Soorten
- Epimastidia albocaerulea Grose-Smith, 1894
- Epimastidia arienis Druce, 1891
- Epimastidia dampierensis Rothschild, 1915
- Epimastidia inops (C. & R. Felder, 1860)
- Epimastidia kapaura Fruhstorfer
- Epimastidia suffuscus Tennent, Müller & Peggie, 2014[1]
- Epimastidia yiwikana (Schröder, 2010)